# Dreamer (春奈るなのアルバム)
『Dreamer』（ドリーマー）は、春奈るなの1枚目のミニアルバムである。2015年11月11日にSME Recordsから発売された。

## 音楽性
「クリスマス」と「夢想」をコンセプトとした，ミニアルバム『Dreamer』が発売となった。
「より"春奈るならしさ"をプッシュ出来る作品にしたい」、「自分を形作る一番の魅力って何だろう!?」という問いかけの中、
その答えは「アニメなどの二次元に対する想い」、「妄想をすること」であり、それが自身の力の源になっていると考え、
「私自身の力の源にしている想いを、聞いてくださる人たちにも与えていける音楽を作れたら!?」という考えの中から「夢想する」ことをコンセプトに据えたアルバムを作成した。
「妄想するってこんなにも楽しいんだよ」「こんなに力を与えてくれるんだから」というメッセージを込めた、
リード曲の「Sweet Fantasy」は，自身が書いた短編物語を基に，作詞家が作詞した。
この曲を含め，本ミニアルバムには全5曲（内1曲はボーカルなし）を収録している
。

## リリース
発売形態は、初回生産限定盤A（CD+Blu-ray）と初回生産限定盤B（CD+DVD）、通常盤の3形態である。
初回生産限定盤には、リード曲Sweet FantasyのMV、そのメイキング映像と、2015年5月6日(水) 東京 メルパルクホールで開催された「春奈るな LIVE 2015 "Candy Lips"」のダイジェスト映像が収録されたBlu-rayまたはDVDが付いている。

## 収録曲

### CD
Disc 1 [CD]
1. Prologue 〜Dreamer〜 [1:09]
作曲・編曲：Saku
2. Sweet Fantasy [4:33]
作詞：スピン　作曲：LUKINO、スピン　編曲：GK
3. 別次元LOVE [4:16]
作詞：いしわたり淳治，作曲：浦田尚克、編曲：Saku
4. Lightless [4:27]
作詞・作曲・編曲：Saku
5. ユキノミチ [4:12]
作詞：鈴木裕哉，作曲：小川貴史、岡崎宙史　編曲：&mkz

### DVD（初回生産限定盤）
1. Sweet Fantasy (Music Video)
2. The Making of "Sweet Fantasy"
3. 春奈るな LIVE 2015 "Candy Lips" 〜Digest〜
  - 2015年5月6日(水) 東京 メルパルクホールにて収録（ライブ映像の副音声にはオーディオコメンタリーを収録している。）
  - 収録曲：
    - 君色シグナル
    - みんな絶対キミが好き
    - Startear
    - 夜の虹を越えて
    - アイヲウタエ
    - るなティックワード